# Пеласгиотида
Пеласгиотида (на гръцки: Πελασγιῶτις) съставлява лариското поле на антична Тесалия - от темпейска долина до град Фере на юг.
Пеласгиотида е съставна част на древната тесалийска тетрархия и видно от името си някога била населявана от пеласги. Територията с това име се споменава от Страбон , но не и от Херодот.
По всичко изглежда, че бащата на историята го слива със съседната Тесалиотида в района на Фарсала.  В епиграфика, Пеласгиотида е спомената редом с други тесалийски посланици в Древна Атина през 353 г. пр.н.е.  Етническият топоним се употребява в надписи на еолийски и койне дори след 2 век пр.н.е.
Главният град и до днес на Тесалия се назовава Лариса Пеласгия в отличие от другата Лариса Кремаста.